# Ed Ronan
Edward Robert „Ed“ Ronan (* 21. März 1968 in Quincy, Massachusetts) ist ein ehemaliger US-amerikanischer Eishockeyspieler, der im Verlauf seiner aktiven Karriere zwischen 1987 und 1998 unter anderem 209 Spiele für die Canadiens de Montréal, Winnipeg Jets und Buffalo Sabres in der National Hockey League (NHL) auf der Position des rechten Flügelstürmers bestritten hat. Mit den Canadiens de Montréal gewann Ronan im Jahr 1993 den Stanley Cup.

## Karriere
Ronan spielte während seiner High-School-Zeit an der renommierten Phillips Academy in Andover in seinem Heimatstaat Massachusetts. Zum Ende seiner Schulzeit wurde der Stürmer im NHL Entry Draft 1987 in der elften Runde an 227. Stelle von den Canadiens de Montréal aus der National Hockey League (NHL) ausgewählt. Statt jedoch in den Profibereich zu wechseln, entschied sich der 19-Jährige zunächst für ein vierjähriges Studium an der Boston University. Parallel dazu lief er in der Eishockeymannschaft der Universität, den Terriers, in der Hockey East, einer Division im Spielbetrieb der National Collegiate Athletic Association (NCAA), auf. Während seiner vier Jahre im Team absolvierte Ronan 152 Spiele, in denen er 97 Scorerpunkte sammelte. Zudem gewann er mit der Universität im Jahr 1991 die Divisionmeisterschaft der Hockey East.
Nach Abschluss seines Studiums wechselte der Offensivspieler zur Saison 1991/92 schließlich in den Profibereich. Die Canadiens de Montréal setzten ihn dabei in seiner Rookiespielzeit zunächst in der American Hockey League (AHL), bei ihrem Farmteam Fredericton Canadiens, ein. Im Saisonverlauf debütierte er jedoch auch in der NHL und kam dort zu drei Einsätzen. Das folgende Spieljahr verbrachte er größtenteils im NHL-Kader der Habs, wo er sich ab Januar 1993 etablierte und mit dem Team am Ende der Stanley-Cup-Playoffs 1993 den Stanley Cup gewann. Fortan war der US-Amerikaner für die nächsten drei Spielzeiten fest im Stammkader Montréals in der Rolle eines Defensivstürmers verankert. 
Vor der Saison 1995/96 verließ Ronan die Organisation der Canadiens und wechselte als Free Agent zu den Winnipeg Jets. Dort pendelte er ebenso zwischen dem NHL-Kader der Jets und dem des Kooperationspartners Springfield Falcons aus der AHL, wie ein Jahr später bei den Buffalo Sabres und Rochester Americans. Zu den Sabres war er im Herbst 1996 ebenso als Free Agent gewechselt. Nach einem erneuten Wechsel als vertragsloser Spieler zu den Providence Bruins im Dezember 1997 beendete der 30-Jährige im Sommer 1998 seine Karriere als aktiver Spieler.

## Erfolge und Auszeichnungen
- 1991 Lamoriello-Trophy-Gewinn mit der Boston University
- 1993 Stanley-Cup-Gewinn mit den Canadiens de Montréal

## Karrierestatistik
(Legende zur Spielerstatistik: Sp oder GP = absolvierte Spiele; T oder G = erzielte Tore; V oder A = erzielte Assists; Pkt oder Pts = erzielte Scorerpunkte; SM oder PIM = erhaltene Strafminuten; +/− = Plus/Minus-Bilanz; PP = erzielte Überzahltore; SH = erzielte Unterzahltore; GW = erzielte Siegtore; 1 Play-downs/Relegation; Kursiv: Statistik nicht vollständig)